# Ekaterina Efremenkova
Ekaterina Olegovna Efremenkova (in russo Екатерина Олеговна Ефременкова?; Čeljabinsk, 31 dicembre 1997) è una pattinatrice di short track russa.

## Biografia
Ha vinto la medaglia di bronzo ai Campionati mondiali di short track di Rotterdam 2017 nel concorso della staffetta 3000 metri.
Ha partecipato ai Giochi olimpici di Pyeongchang 2018 in rappresentanza degli Atleti Olimpici dalla Russia, data la squalifica della Federazione russa a seguito dell'inchiesta sul doping di Stato.

## Palmarès
- Campionati mondiali di short track

Seul 2016: bronzo nella staffetta 3000 m.
Sofia 2019: argento nella staffetta 3000 m.
- Campionati europei di short track

Dresda 2018: oro nella staffetta 3000 m.
Dordrecht 2019: bronzo nella staffetta 3000 m.
Debrecen 2020: argento nei 3000 m e bronzo nella staffetta 3000 m.
- Universiadi

Krasnojarsk 2019: oro nella staffetta 3000 m, argento nei 500 m, bronzo nei 1000 m e nei 1500 m.
- Campionati mondiali juniores

Innsbruck 2017: argento nella staffetta 3000 m.